# Санізона (Аризона)
Санізона (англ. Sunizona) — переписна місцевість (CDP) в США, в окрузі Кочіс штату Аризона. Населення — 233 особи (2020).

## Географія
Санізона розташована за координатами 31°53′3″ пн. ш. 109°37′58″ зх. д. / 31.88417° пн. ш. 109.63278° зх. д. (31.884058, -109.632900).  За даними Бюро перепису населення США в 2010 році переписна місцевість мала площу 21,97 км², уся площа — суходіл.

## Демографія
Згідно з переписом 2010 року, у переписній місцевості мешкала 281 особа в 134 домогосподарствах у складі 75 родин. Густота населення становила 13 особи/км².  Було 206 помешкань (9/км²).
Расовий склад населення:
| - 86,8 % — білих - 4,3 % — корінних американців - 1,1 % — азіатів - 0,7 % — чорних або афроамериканців - 4,3 % — осіб інших рас |

До двох чи більше рас належало 2,8 %. Частка іспаномовних становила 14,9 % від усіх жителів.
За віковим діапазоном населення розподілялося таким чином: 19,2 % — особи молодші 18 років, 55,5 % — особи у віці 18—64 років, 25,3 % — особи у віці 65 років та старші. Медіана віку мешканця становила 53,2 року. На 100 осіб жіночої статі у переписній місцевості припадало 106,6 чоловіків;  на 100 жінок у віці від 18 років та старших — 104,5 чоловіків також старших 18 років.
Середній дохід на одне домашнє господарство  становив 32 652 долари США (медіана — 24 875), а середній дохід на одну сім'ю — 35 178 доларів (медіана — 24 792). За межею бідності перебувало 39,0 % осіб, у тому числі 81,6 % дітей у віці до 18 років та 10,9 % осіб у віці 65 років та старших.
Цивільне працевлаштоване населення становило 61 осіб. Основні галузі зайнятості: освіта, охорона здоров'я та соціальна допомога — 47,5 %, науковці, спеціалісти, менеджери — 9,8 %, роздрібна торгівля — 6,6 %, публічна адміністрація — 6,6 %.